# Santo André (Barreiro)
Santo André (IPA: [sɐ̃twɐ̃ˈdɾɛ]) is een plaats (freguesia) in de Portugese gemeente Barreiro en telt 11.319 inwoners (2001).